# Patrick Kipngeno
Patrick Kipngeno, né le 18 juin 1993 dans le comté de Bomet, est un coureur de fond kényan spécialisé en course en montagne. Il est double champion du monde de course en montagne en montée et a remporté la Coupe du monde de course en montagne 2022 et 2024. Il est également champion du Kenya de course en montagne 2020.

## Biographie

### Débuts
Né dans le comté de Bomet, Patrick Kipngeno fait ses débuts en compétition en course sur route. Il remporte notamment le semi-marathon de Nairobi 2015 en 1 h 2 min 42 s, battant Nicholas Korir au sprint final.
En 2020, le manque de compétitions dû à la pandémie de Covid-19 ainsi qu'une blessure le pousse à s'essayer à la course en montagne. Le 22 novembre, il prend part aux premiers championnats du Kenya de course en montagne à Naivasha. Il s'impose en 50 min 37 s et remporte le titre.

### 2022: Révélation en course en montagne
Le 26 février 2022, il s'élance au départ de la course du Mont Kenya et remporte la victoire devant Charles Katul. Encore hésitant sur le futur de sa carrière sportive, il est repéré par l'équipe autrichienne run2gether.
Il rejoint l'équipe basée en Autriche et fait ses débuts en Coupe du monde de course en montagne. Il y fait des débuts remarqués en alignant les victoires. Le 16 juillet, il domine la montée Nid d'Aigle et améliore de cinq minutes le record du parcours établi l'année précédente par l'Italien Xavier Chevrier pour le porter à 1 h 38 min 54 s.
Le 7 août, il prend le départ de la course Thyon-Dixence qu'il mène en tête, talonné par son compatriote Mark Kangogo. Il poursuit sur son rythme élevé et s'impose en 1 h 6 min 57 s. Il bat d'une minute et demi le record du parcours détenu par le Colombien Jairo Correa depuis 1990.
Le 13 août, il prend un bon départ à Sierre-Zinal, courant dans le groupe de tête aux côtés de Mark Kangogo et Philemon Kiriago. Tandis que ce dernier lève le pied, Mark Kangogo accélère en tête et Patrick Kipngeno est le seul à parvenir à le suivre. Il voit cependant l'écart se creuser et pense assurer la deuxième place. Dans la descente finale, il est cependant doublé par l'Espagnol Andreu Blanes, auteur d'une grande remontée. Patrick Kipngeno termine sur la troisième marche du podium pour sa première course plus longue que 30 kilomètres,.
Début septembre, il prend part aux deux épreuves du Trophée Nasego. Il domine la course verticale et s'impose en 33 min 47 s, établissant un nouveau record du parcours. Le lendemain, il voit Andreu Blanes le doubler au départ du Trophée mais ce dernier finit par craquer et Patrick Kipngeno reprend les commandes de la course. Il s'impose en 1 h 30 min 46 s, signant également le nouveau record du parcours.
Absent des dernières manches, il remporte le classement général de la Coupe du monde grâce à un score quasiment parfait avec six victoires. Il remporte en outre le classement Classique avec un score parfait de 150 points grâce à ses trois victoires, ainsi que le classement Vertical où il se retrouve à égalité de points avec l'Irlandais Zak Hanna et son compatriote Philemon Ombogo Kiriago mais ses deux victoires lui permettent de faire la différence.
Le 4 novembre, il prend part aux championnats du monde de course en montagne et trail à Chiang Mai au sein d'une équipe kényane réduite. Annoncé comme grand favori sur l'épreuve de montée, il s'empare rapidement des commandes de la course, suivi par son compatriote Philemon Ombogo Kiriago. Il creuse l'écart en tête et s'envole vers la victoire. Il devient le premier athlète kényan masculin à remporter le titre de champion du monde de course en montagne. Lors de l'épreuve de montée et descente, il rencontre une forte concurrence de la part des coureurs ougandais. Ces derniers prennent les commandes de la course groupés en tête. Patrick Kipngeno parvient à s'immiscer dans le groupe. Samuel Kibet parvient à se détacher en tête pour filer vers le titre. Patrick Kipngeno se retrouve à la lutte pour la deuxième place avec Timothy Toroitich. Il parvient à se défaire de ce dernier pour remporter la médaille d'argent.

### 2023-2024: Confirmation sur la scène internationale
Le 7 juin 2023, il s'élance comme grand favori sur l'épreuve de montée aux championnats du monde de course en montagne et trail à Innsbruck. Laissant partir ses adversaires sur un rythme élevé en début de course, il tire avantage du terrain pour prendre la tête de course sur les parties les plus raides et creuse l'écart en tête. Il s'impose en solitaire avec une minute et demi d'avance sur l'Ougandais Levi Kiprotich. Il remporte ainsi son deuxième titre mondial et décroche également l'or au classement par équipes.
Le 15 juillet, il survole les débats sur le Piz Tri Vertical. Il s'impose en 32 min 3 s, signant un nouveau record du parcours.
Le 12 août, il s'élance parmi les favoris au départ de Sierre-Zinal. Courant aux avant-postes aux côtés de Rémi Bonnet, il parvient à prendre la tête tandis que le Suisse jette l'éponge. Il creuse l'écart en tête, suivi à distance par son compatriote Philemon Kiriago. Peu à l'aise dans les descentes, il se fait rattraper en fin de course par Philemon Kiriago qui le double pour s'offrir la victoire. Patrick Kipngeno s'accroche pour assurer la deuxième place avec plus d'une minute de retard.
Le 2 septembre, il poursuit sa domination du classement vertical de la Coupe du monde, en s'imposant facilement sur le Vertical Nasego.
Parallèlement à sa saison en Coupe du monde de course en montagne, il participe également à la Golden Trail World Series avec son coéquipier Philemon Kiriago. Il se rend pour la première fois aux États-Unis pour participer aux manches américaines de la série. Annoncé comme grand rival de Rémi Bonnet à l'ascension de Pikes Peak, il effectue une solide course en talonnant le Suisse en première partie mais finit par lâcher ce dernier dans les derniers kilomètres. Il assure la deuxième place en 2 h 4 min 9 s, signant le troisième meilleur temps de l'histoire,.
Lors de la finale de la Coupe du monde à Puerto de Las Nieves, il se fait battre par Joe Steward pour onze secondes sur le parcours raccourci de la Sky Gran Canaria A4Uphill. Il remporte néanmoins le classement vertical grâce à ses deux victoires et termine deuxième du classement général, cinq points derrière Philemon Kiriago.
La semaine suivante, il prend part à la finale de la Golden Trail World Series à Spotorno. Il réalise une solide course sur l'épreuve principale pour terminer sur la troisième marche du podium. Il se classe deuxième au général derrière Rémi Bonnet.
En 2024, il se concentre à la fois sur la Coupe du monde de course en montagne et la Golden Trail World Series. Il effectue un excellent début de saison en remportant toutes les courses sur lesquelles il s'aligne. Lors des manches asiatiques de la Golden Trail World Series en avril, il déjoue les pronostics pour remporter le Kobe Trail au Japon puis domine du début à la fin le Two Sisters Mountain Trail en Chine pour s'offrir sa deuxième victoire d'affilée.
En juin, il prend part aux deux épreuves de la Broken Arrow Skyrace. Sur le kilomètre vertical, il ne se laisse pas impressionner par le départ rapide de Jim Walmsley et fait étalage de son talent pour doubler l'ultra-traileur et s'imposer. Deux jours plus tard, il domine la Skyrace de bout en bout.
À Sierre-Zinal le 10 août, il effectue une solide course pour terminer troisième. Il s'impose ensuite sur le Vertical Nasego et le Trophée Nasego.
En septembre, il voit le Marocain Elhousine Elazzaoui dominer les manches américaines de la Golden Trail World Series et doit se contenter d'autres places sur le podium.
En octobre, il prend part à la finale de la Coupe du monde de course en montagne à Chiavenna. Il doit s'incliner face aux Italiens spécialistes de la discipline sur le kilomètre vertical Chiavenna-Lagùnc mais réalise une solide course le lendemain sur le Val Bregaglia Trail pour s'imposer. Grâce à ses cinq victoires, il remporte le classement général ainsi que les classements des catégories vertical et long.
La semaine suivante, il prend part à la finale de la Golden Trail World Series courue à Ascona-Locarno. N'ayant pas tout à fait récupéré de la semaine précédente, il ne parvient pas à hausser le rythme face à Elhousine Elazzaoui et termine troisième sur le prologue et la finale. Il termine donc deuxième du classement de la Golden Trail World Series.

## Palmarès

### Route
| Année | Compétition              | Lieu    | Place | Épreuve       | Temps          |
| ----- | ------------------------ | ------- | ----- | ------------- | -------------- |
| 2015  | Semi-marathon de Nairobi | Nairobi | 1er   | Semi-marathon | 1 h 2 min 42 s |

### Course en montagne
| no  | masculin           | Course                                                           | Longueur | Départ             | Temps           |
| --- | ------------------ | ---------------------------------------------------------------- | -------- | ------------------ | --------------- |
| 1re | Médaille d'or      | Championnats du Kenya de course de montagne                      | 10 km    | 22 novembre 2020   | 50 min 37 s     |
| 1re | Médaille d'or      | Course du Mont Kenya                                             | 13 km    | 26 février 2022    | 44 min 13 s     |
| 1re | Médaille d'or      | Montemuro Vertical Run                                           | 9,5 km   | 19 juin 2022       | 50 min 45 s     |
| 1re | Médaille d'or      | Course de montagne du Grossglockner                              | 13,4 km  | 10 juillet 2022    | 1 h 8 min 22 s  |
| 1re | Médaille d'or      | Montée du Nid d'Aigle                                            | 19,5 km  | 16 juillet 2022    | 1 h 38 min 54 s |
| 1re | Médaille d'or      | Giir di Mont Uphill                                              | 9 km     | 30 juillet 2022    | 46 min 12 s     |
| 1re | Médaille d'or      | Thyon-Dixence                                                    | 16,35 km | 7 août 2022        | 1 h 6 min 57 s  |
| 2e  | Médaille d'argent  | Sierre-Zinal                                                     | 31 km    | 13 août 2022       | 2 h 29 min 35 s |
| 1re | Médaille d'or      | Vertical Nasego                                                  | 4,2 km   | 3 septembre 2022   | 33 min 47 s     |
| 1re | Médaille d'or      | Trophée Nasego                                                   | 20,6 km  | 4 septembre 2022   | 1 h 30 min 46 s |
| 1re | Médaille d'or      | Championnats du monde de course en montagne - Montée             | 8,5 km   | 4 novembre 2022    | 46 min 51 s     |
| 2e  | Médaille d'argent  | Championnats du monde de course en montagne - Montée et descente | 11,2 km  | 6 novembre 2022    | 40 min 12 s     |
| 2e  | Médaille d'argent  | Course du Mont Kenya                                             | 13 km    | 26 février 2023    | 44 min 31 s     |
| 1re | Médaille d'or      | Championnats du monde de course en montagne - Montée             | 7,1 km   | 7 juin 2023        | 40 min 18 s     |
| 5e  | 5e                 | Championnats du monde de course en montagne - Montée et descente | 15,0 km  | 10 juin 2023       | 57 min 27 s     |
| 1re | Médaille d'or      | Course de montagne du Grossglockner                              | 13,4 km  | 9 juillet 2023     | 1 h 9 min 34 s  |
| 1re | Médaille d'or      | Piz Tri Vertical                                                 | 3,5 km   | 15 juillet 2023    | 32 min 3 s      |
| 1re | Médaille d'or      | Montée du Nid d'Aigle                                            | 19,5 km  | 22 juillet 2023    | 1 h 46 min 44 s |
| 2e  | Médaille d'argent  | Sierre-Zinal                                                     | 31 km    | 12 août 2023       | 2 h 28 min 50 s |
| 1re | Médaille d'or      | Vertical Nasego                                                  | 4,2 km   | 2 septembre 2023   | 34 min 25 s     |
| 2e  | Médaille d'argent  | Trophée Nasego                                                   | 20,6 km  | 3 septembre 2023   | 1 h 31 min 45 s |
| 2e  | Médaille d'argent  | Ascension de Pikes Peak                                          | 21,4 km  | 16 septembre 2023  | 2 h 4 min 11 s  |
| 2e  | Médaille d'argent  | Sky Gran Canaria A4Uphill                                        | 4,0 km   | 13 octobre 2023    | 17 min 53 s     |
| 2e  | Médaille d'argent  | Sky Gran Canaria AA21                                            | 22 km    | 15 octobre 2023    | 1 h 14 min 23 s |
| 3e  | Médaille de bronze | Il Golfo dell'Isola Trail - Finale                               | 26 km    | 22 octobre 2023    | 1 h 57 min 15 s |
| 1re | Médaille d'or      | Kobe Trail                                                       | 21,3 km  | 20 avril 2024      | 2 h 22 min 17 s |
| 1re | Médaille d'or      | Four Sisters Mountain Trail                                      | 22 km    | 27 avril 2024      | 1 h 59 min 10 s |
| 1re | Médaille d'or      | Broken Arrow Vertical Kilometer                                  | 4,8 km   | 21 juin 2024       | 36 min 21 s     |
| 1re | Médaille d'or      | Broken Arrow Skyrace 23K                                         | 21,75 km | 23 juin 2024       | 1 h 45 min 37 s |
| 3e  | Médaille de bronze | Sierre-Zinal                                                     | 31 km    | 10 août 2024       | 2 h 26 min 59 s |
| 1re | Médaille d'or      | Vertical Nasego                                                  | 4,2 km   | 31 août 2024       | 34 min 28 s     |
| 1re | Médaille d'or      | Trophée Nasego                                                   | 20,6 km  | 1er septembre 2024 | 1 h 31 min 26 s |
| 3e  | Médaille de bronze | Headlands 27K                                                    | 27 km    | 15 septembre 2024  | 1 h 56 min 1 s  |
| 2e  | Médaille d'argent  | Mammoth 26K                                                      | 26 km    | 22 septembre 2024  | 1 h 49 min 36 s |
| 3e  | Médaille de bronze | Kilomètre vertical Chiavenna-Lagùnc                              | 3,3 km   | 12 octobre 2024    | 31 min 50 s     |
| 1re | Médaille d'or      | Val Bregaglia Trail                                              | 23 km    | 13 octobre 2024    | 1 h 34 min 3 s  |
| 3e  | Médaille de bronze | Ascona-Locarno Trail - Prologue                                  | 7 km     | 18 octobre 2024    | 26 min 39 s     |
| 3e  | Médaille de bronze | Ascona-Locarno Trail - Finale                                    | 23,5 km  | 20 octobre 2024    | 1 h 51 min 1 s  |
| 1re | Médaille d'or      | Kobe Trail                                                       | 21,3 km  | 19 avril 2025      | 2 h 29 min 46 s |
| 1re | Médaille d'or      | Jinshanling Great Wall Trail Race                                | 24,2 km  | 26 avril 2025      | 2 h 13 min 5 s  |
| 3e  | Médaille de bronze | Broken Arrow Skyrace 23K                                         | 22,9 km  | 22 juin 2025       | 1 h 44 min 11 s |
| 2e  | Médaille d'argent  | Tepec Trail                                                      | 34 km    | 29 juin 2025       | 3 h 0 min 11 s  |
| 2e  | Médaille d'argent  | Sierre-Zinal                                                     | 31 km    | 9 août 2025        | 2 h 29 min 8 s  |

## Records
| Épreuve       | Performance    | Date              | Lieu    |
| ------------- | -------------- | ----------------- | ------- |
| 10 kilomètres | 29 min 22 s    | 17 septembre 2016 | Kericho |
| Semi-marathon | 1 h 2 min 42 s | 25 octobre 2015   | Nairobi |